# Michael Birdsong
Michael Birdsong (Colonial Heights, 6 dicembre 1993) è un ex giocatore di football americano statunitense che ha giocato nel ruolo di quarterback.
Ha giocato con tre differenti squadre universitarie, partecipando successivamente ai rookie mini-camp dei Seattle Seahawks e dei BC Lions; ha poi firmato con i giapponesi Fujitsu Frontiers - con i quali ha vinto 2 titoli nazionali - per passare in seguito alla squadra professionistica tedesca dei Leipzig Kings.

## Palmarès
- 2 Rice Bowl (2018, 2019)